# Ездимирци
Ездимирци (болг. Ездимирци) — село в Болгарии. Находится в Перникской области, входит в общину Трын. Население составляет 85 человек.

## Политическая ситуация
Ездимирци подчиняется непосредственно общине и не имеет своего кмета.
Кмет (мэр) общины Трын — Станислав Антонов Николов (Граждане за европейское развитие Болгарии (ГЕРБ)) по результатам выборов.